# Rialp
Rialp (nome oficial) ou Rialb (só em catalão) é um município da Espanha na comarca de Pallars Sobirà, província de Lérida, comunidade autónoma da Catalunha. Tem 56 km² de área e em 2021 tinha 658 habitantes (densidade: 11,8 hab./km²).

## Demografia
| Variação demográfica do município entre 1991 e 2004 [carece de fontes?] | Variação demográfica do município entre 1991 e 2004 [carece de fontes?] | Variação demográfica do município entre 1991 e 2004 [carece de fontes?] | Variação demográfica do município entre 1991 e 2004 [carece de fontes?] |
| ----------------------------------------------------------------------- | ----------------------------------------------------------------------- | ----------------------------------------------------------------------- | ----------------------------------------------------------------------- |
| 1991                                                                    | 1996                                                                    | 2001                                                                    | 2004                                                                    |
| 466                                                                     | 527                                                                     | 537                                                                     | 612                                                                     |